# لوئیزیانا (فیلم)
«لوئیزیانا» (انگلیسی: Louisiana (film)) یک فیلم است که در سال ۱۹۱۹ منتشر شد.